# Джамаль Карши
Джамаль Абу-ль-Фадль ибн Мухаммед ибн Умар ибн Халид аль-Карши (араб. جمال أبو الفضل محمد بن عمر بن خالد القارشي‎; 1230, Алмалык — 1315, там же) — персидский историк, поэт, писатель.

## Биография
Родился в 1230 году в Алмалыке. По сведениям Мухаммада Хайдара Дулати, отцом Джамаля Карши был хафиз из Баласагуна, а мать была родом из Мерва. Получив в Алмалыке начальное образование, поступил на службу к султану Махмуду аз-Зували, правителю Газни и Герата. Служил в государственной канцелярии Чагатайского улуса.
Джамалю долгое время покровительствовали правители разных городов, благодаря чему он стал известен как Карши (с монгольского — «придворный»). Был атабеком наследника эмира Алмалыка.

## Творчество
Первое произведение Джамаля Карши — арабско-персидский словарь «ас-Сурах мин ас-Сихах» (араб. الصراح من الصحاح‎), написанный на базе словаря «ас-Сихах» Абу Насра аль-Джаухари. Примечания к этому словарю — «Аль-мулхакат би-с-сурах» являются важным источником о ранних годах существования Чагатайского улуса.